# Entropia cruzada
Na teoria da informação, a entropia cruzada se refere à diferença entre duas distribuições de probabilidade {\displaystyle p} (verdadeira) e {\displaystyle q} (estimada) sobre o mesmo conjunto de eventos. Na prática, a entropia cruzada mede o número médio de bits necessários para identificar um evento , se a codificação utilizada for otimizada para a distribuição de probabilidade estimada {\displaystyle q}, em vez de otimizada para a distribuição de probabilidade verdadeira {\displaystyle p} .

## Definição
A entropia cruzada da distribuição {\displaystyle q} em relação a uma distribuição {\displaystyle p} sobre um determinado conjunto é definido da seguinte maneira:
{\displaystyle H(p,q)=-\operatorname {E} _{p}[\log q]} .
A definição pode ser formulada usando a divergência Kullback – Leibler {\displaystyle D_{\mathrm {KL} }(p\|q)} do {\displaystyle p} a partir de {\displaystyle q} (também conhecida como entropia relativa de {\displaystyle q} em relação a {\displaystyle p} )
{\displaystyle H(p,q)=H(p)+D_{\mathrm {KL} }(p\|q)} ,
Onde {\displaystyle H(p)} é a entropia de {\displaystyle p} .
Para distribuições de probabilidade discretas {\displaystyle p} e {\displaystyle q} com o mesmo suporte {\displaystyle {\mathcal {X}}}, isso significa queː 
| {\displaystyle H(p,q)=-\sum _{x\in {\mathcal {X}}}p(x)\,\log q(x)} | \| \| \| \| \| \| \| \| | (Eq.1) |
|                                                                    |                         |        |
|                                                                    |                         |        |

A situação para distribuições contínuas é análoga. Temos que assumir que {\displaystyle p} e {\displaystyle q} são absolutamente contínuos em relação a alguma medida de referência {\displaystyle r} (usualmente {\displaystyle r} é uma medida de Lebesgue em uma σ-álgebra de Borel ). Deixe {\displaystyle P} e {\displaystyle Q} serem funções densidade de probabilidade de {\displaystyle p} e {\displaystyle q} em relação a {\displaystyle r} . Entãoː
{\displaystyle -\int _{\mathcal {X}}P(x)\,\log Q(x)\,dr(x)=\operatorname {E} _{p}[-\log Q]}
e, portantoː 
| {\displaystyle H(p,q)=-\int _{\mathcal {X}}P(x)\,\log Q(x)\,dr(x)} | \| \| \| \| \| \| \| \| | (Eq.2) |
|                                                                    |                         |        |
|                                                                    |                         |        |

Nota: A notação {\displaystyle H(p,q)} também é usado para um conceito diferente, a entropia conjunta de {\displaystyle p} e {\displaystyle q} .

## Motivação
Na teoria da informação, o teorema de Kraft – McMillan estabelece que qualquer esquema diretamente decodificável que codifique uma mensagem capaz de identificar um valor {\displaystyle x_{i}} ( de um conjunto de possibilidades {\displaystyle \{x_{1},...,x_{n}\}} ) pode ser visto como representando uma distribuição implícita de probabilidade {\displaystyle q(x_{i})=\left({\frac {1}{2}}\right)^{l_{i}}} sobre {\displaystyle \{x_{1},...,x_{n}\}}, onde {\displaystyle l_{i}} é o comprimento do código para {\displaystyle x_{i}} em bits. Portanto, a entropia cruzada pode ser interpretada como o comprimento esperado da mensagem por cada dado quando a distribuição incorreta {\displaystyle q} é assumida, enquanto, na verdade, os dados seguem a distribuição correta {\displaystyle p} . É por isso que a expectativa (E) é assumida sobre a distribuição de probabilidade {\displaystyle p} e não {\displaystyle q} . De fato, o tamanho esperado da mensagem sob a verdadeira distribuição {\displaystyle p} é,
{\displaystyle \operatorname {E} _{p}[l]=-\operatorname {E} _{p}\left[{\frac {\ln {q(x)}}{\ln(2)}}\right]=-\operatorname {E} _{p}\left[\log _{2}{q(x)}\right]=-\sum _{x_{i}}p(x_{i})\,\log _{2}{q(x_{i})}=-\sum _{x}p(x)\,\log _{2}q(x)=H(p,q)}

## Estimativa
Existem muitas situações em que precisamos medir a entropia cruazada, mas não sabemos a distribuição real {\displaystyle p} É. Um exemplo é a modelagem de linguagem, na qual um modelo é criado com base no conjunto de treinamento {\displaystyle T} e sua entropia cruzada é medida em um conjunto de testes para avaliar a precisão. Neste exemplo, {\displaystyle p} é a verdadeira distribuição das palavras em qualquer corpus, e {\displaystyle q} é a distribuição de palavras conforme previsto pelo modelo. Como a distribuição verdadeira é desconhecida, a entropia cruzada não pode ser calculada diretamente. Nesses casos, uma estimativa da entropia cruzada é calculada usando a seguinte fórmula:
{\displaystyle H(T,q)=-\sum _{i=1}^{N}{\frac {1}{N}}\log _{2}q(x_{i})}
onde {\displaystyle N} é o tamanho do conjunto de teste e {\displaystyle q(x)} é a probabilidade de evento {\displaystyle x} estimado a partir do conjunto de treinamento. A soma é calculada sobre {\displaystyle N} . Essa é uma estimativa de Monte Carlo da verdadeira entropia cruzada, na qual o conjunto de testes é tratado como amostras de {\displaystyle p(x)}    .

## Relação comlog-verossimilhança
Nos problemas de classificação, queremos estimar a probabilidade de resultados diferentes. Se a probabilidade estimada de resultado {\displaystyle i} é {\displaystyle q_{i}}, a frequência (probabilidade empírica) de {\displaystyle i} no conjunto de treinamento é {\displaystyle p_{i}} e há N amostras de treinamento, a verossimilhança do conjunto de treinamento é
{\displaystyle \prod _{i}q_{i}^{Np_{i}}}
portanto, a log-verossimilhança, dividida por {\displaystyle N} é
{\displaystyle {\frac {1}{N}}\log \prod _{i}q_{i}^{Np_{i}}=\sum _{i}p_{i}\log q_{i}=-H(p,q)}
de modo que maximizar a verossimilhança é o mesmo que minimizar a entropia cruzada.

## Minimização de entropia cruzada
A minimização de entropia cruzada é freqüentemente usada na otimização e na estimativa da probabilidade de eventos raros.
Ao comparar uma distribuição {\displaystyle q} contra uma distribuição de referência fixa {\displaystyle p}, entropia cruzada e divergência KL são idênticas até uma constante aditiva (já que {\displaystyle p} é fixo): ambos assumem seus valores mínimos quando {\displaystyle p=q}, atingindo {\displaystyle 0} para a divergência KL e {\displaystyle \mathrm {H} (p)} para a entropia cruzada. Na literatura de engenharia, o princípio de minimizar a divergência KL (" Princípio da informação mínima sobre discriminação " de Kullback) é freqüentemente chamado de Princípio da entropia cruzada mínima (MCE), ou Minxent .
Entretanto, conforme discutido no artigo Divergência de Kullback-Leibler, às vezes a distribuição {\displaystyle q} é a distribuição de referência prévia fixa e a distribuição {\displaystyle p} é otimizado para ficar o mais próximo possível {\displaystyle q} quanto possível, sujeito a alguma restrição. Nesse caso, as duas minimizações não são equivalentes. Isso levou a alguma ambiguidade na literatura, com alguns autores tentando resolver a inconsistência redefinindo a entropia cruzada para ser {\displaystyle D_{\mathrm {KL} }(p\|q)}, ao invés de {\displaystyle H(p,q)} .

## Função de perda de entropia cruzada e regressão logística
A entropia cruzada pode ser usada para definir uma função de perda no aprendizado de máquina e otimização . A verdadeira probabilidade {\displaystyle p_{i}} é o rótulo verdadeiro e a distribuição fornecida {\displaystyle q_{i}} é o valor previsto do modelo atual.
Mais especificamente, considere a regressão logística, que (entre outras coisas) pode ser usada para classificar observações em duas classes possíveis (geralmente simplesmente rotuladas {\displaystyle 0} e {\displaystyle 1} ) A saída do modelo para uma observação, dado um vetor de entrada {\displaystyle x}, pode ser interpretado como uma probabilidade, que serve como base para classificar a observação. A probabilidade é modelada usando a função logística {\displaystyle g(z)=1/(1+e^{-z})} Onde {\displaystyle z} é alguma função do vetor de entrada {\displaystyle x}, geralmente apenas uma função linear. A probabilidade de saída {\displaystyle y=1} É dado por
{\displaystyle q_{y=1}\ =\ {\hat {y}}\ \equiv \ g(\mathbf {w} \cdot \mathbf {x} )\ =1/(1+e^{-\mathbf {w} \cdot \mathbf {x} }),}
onde o vetor de pesos {\displaystyle \mathbf {w} } é otimizado através de algum algoritmo apropriado, como descida de gradiente. Da mesma forma, a probabilidade complementar de encontrar a saída {\displaystyle y=0} é simplesmente dado por
{\displaystyle q_{y=0}\ =\ 1-{\hat {y}}}
Tendo criado nossa notação, {\displaystyle p\in \{y,1-y\}} e {\displaystyle q\in \{{\hat {y}},1-{\hat {y}}\}}, podemos usar entropia cruzada para obter uma medida de dissimilaridade entre {\displaystyle p} e {\displaystyle q} :
{\displaystyle H(p,q)\ =\ -\sum _{i}p_{i}\log q_{i}\ =\ -y\log {\hat {y}}-(1-y)\log(1-{\hat {y}})}
A função de perda típica que se usa na regressão logística é calculada pela média de todas as entropias cruzadas na amostra. Por exemplo, suponha que tenhamos {\displaystyle N} amostras com cada amostra indexada por {\displaystyle n=1,\dots ,N} . A função de perda é então dada por:
{\displaystyle {\begin{aligned}J(\mathbf {w} )\ &=\ {\frac {1}{N}}\sum _{n=1}^{N}H(p_{n},q_{n})\ =\ -{\frac {1}{N}}\sum _{n=1}^{N}\ {\bigg [}y_{n}\log {\hat {y}}_{n}+(1-y_{n})\log(1-{\hat {y}}_{n}){\bigg ]}\,,\end{aligned}}}
Onde {\displaystyle {\hat {y}}_{n}\equiv g(\mathbf {w} \cdot \mathbf {x} _{n})=1/(1+e^{-\mathbf {w} \cdot \mathbf {x} _{n}})} com {\displaystyle g(z)} a função logística como antes.
A perda logística é às vezes chamada de perda de entropia cruzada. Também é conhecido como perda de log (log loss) (nesse caso, o rótulo binário é frequentemente indicado por {-1, + 1}).